# Monticelli d'Ongina
Monticelli d'Ongina (en llengua emiliana: Muntṡéi [muŋtˈzeːi]) és un comune (municipi) de la província de Piacenza a la regió italiana d'Emília-Romanya, situat a uns 130 quilòmetres al nord-oest de Bolonya i uns 20 quilòmetres a l'est de Piacenza.
Monticelli d'Ongina limita amb els municipis següents: Caorso, Castelnuovo Bocca d'Adda, Castelvetro Piacentino, Cremona, Crotta d'Adda, San Pietro in Cerro, Spinadesco i Villanova sull'Arda.
Entre els llocs d'interès hi ha la rocca (una fortalesa del segle XV construïda per Rolando Pallavicino), que ara acull un museu etnogràfic, i la basílica de l'abadia.
Entre els nascuts a Monticelli d'Ongina hi ha el compositor Amilcare Zanella.